# Forssa
Forssa (Zweeds: Forsa) is een gemeente en stad in de Finse provincie Zuid-Finland en in de Finse regio Kanta-Häme. De gemeente heeft een landoppervlakte van 248,83 km² en telt 16.459 inwoners (2022).
Forssa is gelegen aan de Loimijoki en ontstond in 1847, toen de Zweedse industrieel Axel Wilhelm Wahren bij een stroomversnelling in deze rivier een spinnerij vestigde (fors is het Zweedse woord voor stroomversnelling). De nederzetting, die aanvankelijk op het grondgebied van Tammela lag, ontwikkelde zich tot een belangrijk centrum van de textielindustrie en daarmee ook van de Finse arbeidersbeweging. De Sociaaldemocratische Partij van Finland kreeg er in 1903 haar huidige naam. In 1923 werd Forssa van Tammela afgesplitst en in 1964 kreeg het stadsrechten. 
Forssa is nog steeds een industrieplaats, inmiddels ook dankzij de levensmiddelen- en grafische industrie. De oude spinnerij werd in 1979 buiten gebruik gesteld. Op het terrein bevindt zich sinds 1980 het streekmuseum van de stad, Forsan museo, dat veel aandacht besteedt aan het plaatselijke industriële erfgoed.

## Partnersteden
- Gödöllő (Hongarije)
- Sarpsborg (Noorwegen)
- Sault Sainte Marie (Canada)
- Serpoechov (Rusland)
- Södertälje (Zweden)
- Struer (Denemarken)
- Tierp (Zweden)